# クリストファー・アレグザンダー
クリストファー・アレグザンダー（Christopher Alexander、1936年10月4日 - 2022年3月17日）は、ウィーン出身の都市計画家・建築家。

## 生涯
ケンブリッジ大学で数学を学んだ後、アメリカに渡り、ハーヴァード大学大学院で建築学を学び、カリフォルニア大学バークレー校教授になる。建築・都市計画の理論としてパタン・ランゲージを提唱したことで知られる。
日本ではその理論を元に、盈進学園東野高等学校（埼玉県入間市、1984年）を建設した。

## 著書と訳書
- 形の合成に関するノート（1964年）
- 都市はツリーではない（1965年）[2]
  - 新版は「形の合成に関するノート」と併せ、各・稲葉武司、押野見邦英訳、鹿島出版会「SD選書」、2013年

都市は階層的に構成されるツリー構造ではなく、様々な要素が絡み合って形成されるセミラチス構造（Semilattice）であることを説き、磯崎新、多木浩二など（ポストモダンの）都市論に大きな影響を与えた。
- オレゴン大学の実験（1975年）。宮本雅明訳、SD選書、1977年
- パタン・ランゲージ（1977年）
  - 「パタン・ランゲージ　環境設計の手引　町・建物・施工」平田翰那訳、鹿島出版会、1984年
- 時を超えた建設の道（1979年）。平田翰那訳、鹿島出版会、1993年
- まちづくりの新しい理論（1987年）。難波和彦監訳、SD選書、1989年
- 「ザ・ネイチャー・オブ・オーダー　建築の美学と世界の本質　生命の現象」中埜博監訳、鹿島出版会、2013年
- 「パタン・ランゲージによる住宅の生産」中埜博監訳、SD選書、2013年